# 別廖佐瓦亞河
61°00′52″N 57°08′37″E / 61.01444°N 57.14361°E
別廖佐瓦亞河（俄语：Берёзовая），是俄羅斯的河流，位於該國西部彼爾姆邊疆區，屬於科爾瓦河的左支流，發源自北烏拉爾山脈，河道全長208公里，流域面積3,610平方公里。